# Elaine de Kooning
Elaine de Kooning (Nova York, 12 de março de 1918 – Southampton, 1° de fevereiro de 1989) foi uma pintora do expressionismo abstrato e do expressionismo figurativo americano do período pós-Segunda Guerra Mundial. Kooning escreveu consideravelmente sobre a arte da época e foi sócia editorial da revista Art News. Em 1943, casou-se com o pintor Willem de Kooning.